# Щенниково
Ще́нниково — деревня в Ильинском районе Ивановской области России. Административный центр Щенниковского сельского поселения.

## География
Деревня находится в западной части Ивановской области, в зоне хвойно-широколиственных лесов, на левом берегу реки Пашмы, при автодороге 24Н-099, на расстоянии примерно 15 километров (по прямой) к юго-западу от посёлка городского типа Ильинское-Хованское, административного центра района. Абсолютная высота — 136 метров над уровнем моря.

### Климат
Климат характеризуется как умеренно континентальный, с холодной многоснежной зимой и умеренно жарким летом. Среднегодовая температура воздуха — 3,1 °C. Средняя температура воздуха самого холодного месяца (января) — −11,7 °C (абсолютный минимум — −45 °C); самого тёплого месяца (июля) — 18,2 °C (абсолютный максимум — 38 °C). Период активной вегетации растений (со среднесуточный температурой более 10 °C) длится около 122 дней.

### Часовой пояс
Деревня Щенниково, как и вся Ивановская область, находится в часовой зоне МСК (московское время). Смещение применяемого времени относительно UTC составляет +3:00.

## История
В конце XIX — начале XX деревня являлась центром Щенниковской волости Ростовского уезда Ярославской губернии. В 1885 году в деревне было 34 двора.
С 1929 года село являлось центром Щенниковского сельсовета Ильинского района, с 2005 года — центр Щенниковского сельского поселения.

## Население
| 1859 | 1914 | 2010 |
| ---- | ---- | ---- |
| 215  | ↗300 | ↗518 |

### Национальный состав
Согласно результатам переписи 2002 года, в национальной структуре населения русские составляли 97 % из 562 чел.

## Инфраструктура
В деревне имеются Щенниковская начальная общеобразовательная школа (основана в 1979 году), детский сад, фельдшерско-акушерский пункт, отделение почтовой связи.